# Jałynci
Jałynci (ukr. Ялинці) – wieś na Ukrainie, w obwodzie połtawskim, w rejonie krzemieńczuckim, w hromadzie Piszczane. W 2001 liczyła 851 mieszkańców, spośród których 811 wskazało jako ojczysty język ukraiński, 29 rosyjski, 10 mołdawski, a 1 inny.